# Ordine al merito del Regno Unito
L’Ordine al Merito (Order of Merit, abbreviato in OM) è un'onorificenza conferita dal sovrano del Regno Unito che si estende anche ai paesi membri del Commonwealth.

## Storia
Intorno al 1773, re Giorgio III, asceso al trono britannico nel 1760, considerò l'idea di istituire un ordine cavalleresco, chiamato "Ordine di Minerva", la cui appartenenza fosse limitata a 24 illustri artisti e autori; i cavalieri avrebbero avuto diritto alle lettere post-nominali KM (abbreviazione di Knight of the Minerva, ovvero Cavaliere della Minerva) e avrebbero indossato una placca d'argento a nove punte con l'immagine di Minerva al centro, insieme a una fascia "color paglia" indossata sul petto dalla spalla destra. Il motto dell'Ordine sarebbe stato "Omnia posthabita scientiae" (in latino, "Tutto viene dopo la scienza"). Una volta resa pubblica la proposta del sovrano, tuttavia, le discussioni all'interno dei circoli intellettuali su chi sarebbe stato il più meritevole del nuovo ordine si fecero così accese che Giorgio III alla fine abbandonò l'idea, sebbene la riconsiderasse brevemente nel 1789: il 6 febbraio di quell'anno, ne revisionò il design, con la placca a sedici punte, il motto latino "L'apprendimento migliora il carattere" e l'appartenenza a scienziati illustri . Dopo la battaglia di Trafalgar del 1805, il Primo Lord dell'Ammiragliato Charles Middleton e William Pitt si scambiarono corrispondenza sulla possibile creazione di un ordine al merito, ma l'idea non si concretizzò. In seguito, durante l'era vittoriana, si pensò ad un nuovo ordine, basato sull'ordine prussiano Pour le Mérite, che avrebbe compensato l'insufficiente riconoscimento offerto dal sistema onorifico ai meriti al di fuori del servizio pubblico, in campi come l'arte, la musica, la letteratura, l'industria e la scienza. Il principe Alberto, consorte della regina Vittoria, si interessò alla questione e nel suo diario riportò che incontrò Sir Robert Peel il 16 gennaio 1844 per discutere "l'idea di istituire un Ordine al Merito civile" e, tre giorni dopo, si consultò con la regina sull'argomento . 

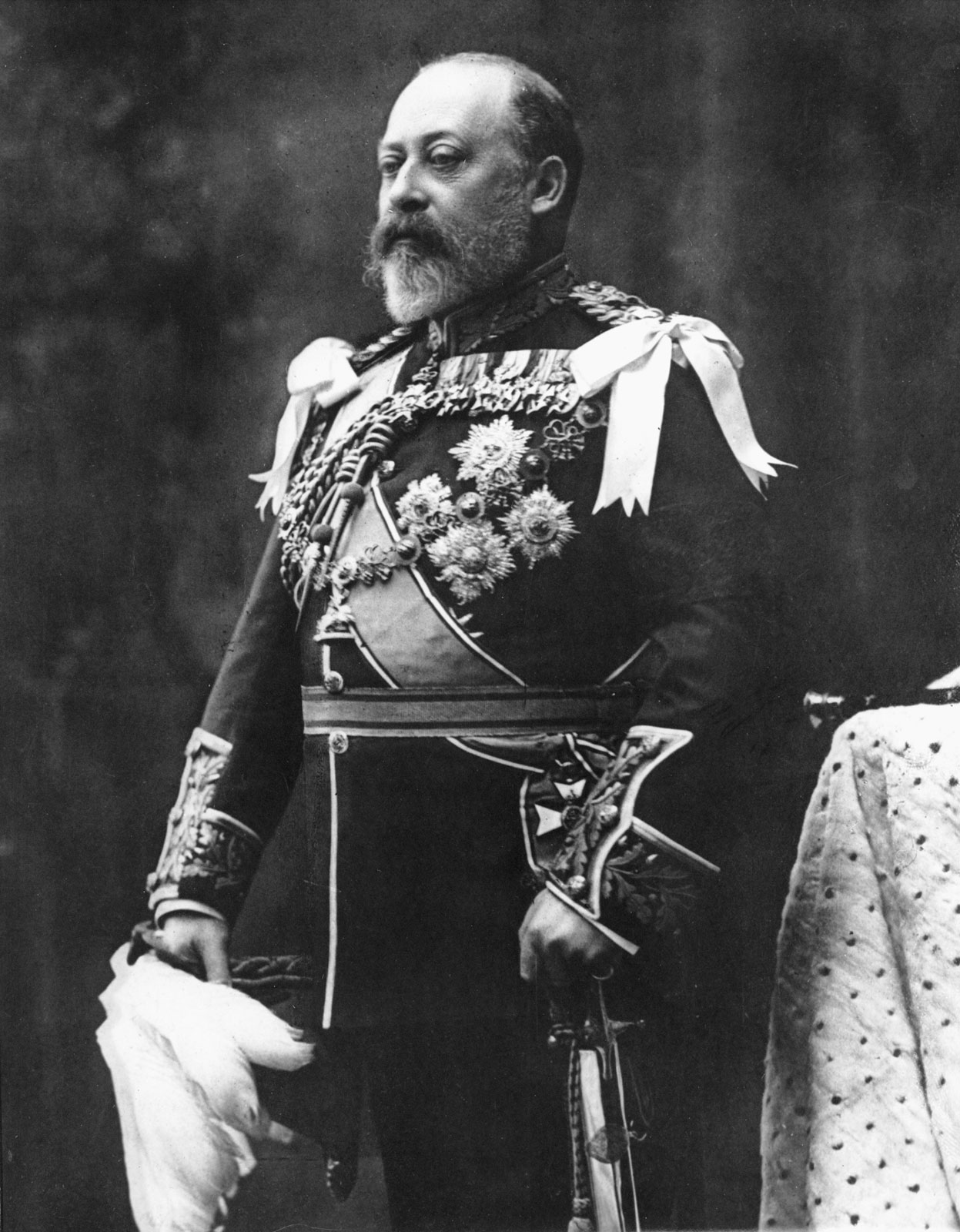
Edoardo VII del Regno Unito nel 1902.

Sebbene all'epoca non si concretizzò nulla dell'idea, il concetto non svanì e, più di 40 anni dopo, il 5 gennaio 1888, il primo ministro Robert Gascoyne-Cecil presentò alla sovrana, ormai vedova da tempo, una bozza di costituzione per un Ordine al Merito nella Scienza e nell'Arte, consistente in un grado diviso in due rami del cavalierato: l'Ordine al Merito Scientifico, per i cavalieri al merito nella scienza, con le lettere post-nominali KMS (abbreviazione di Knight of Merit in Science, ovvero Cavalieri al Merito nella Scienza), e l'Ordine al Merito Artistico, per i Cavaliere al Merito nell'Arte, con le lettere post-nominali KMA  (abbreviazione di Knight of Merit in Art, ovvero Cavaliere al Merito nell'Arte). Tuttavia, Frederic Leighton, presidente della Royal Academy of Arts, sconsigliò il nuovo ordine, principalmente a causa del suo processo di selezione . Fu il figlio della regina Vittoria, re Edoardo VII, succeduto alla madre a seguito della morte di questa nel 1901, a fondare l'Ordine al Merito il 26 giugno 1902 (data per la quale era stata originariamente prevista la sua incoronazione) come riconoscimento per "un servizio eccezionalmente meritorio nella nostra Marina e nel nostro Esercito, o per chi avesse reso un servizio eccezionalmente meritorio per il progresso dell'Arte, della Letteratura e della Scienza". Tutti gli aspetti moderni dell'ordine furono istituiti sotto la sua direzione, inclusa la divisione per le figure militari .
Fin dall'inizio, i primi ministri tentarono di proporre candidati o di esercitare pressioni per influenzare la decisione del monarca sulle nomine. Tuttavia, la Casa reale mantenne rigorosamente riservate le informazioni sui potenziali nomi. Dopo il 1931, quando entrò in vigore lo Statuto di Westminster e i Dominioni dell'Impero Britannico divennero stati indipendenti all'interno dell'impero, pari in termini di status al Regno Unito, l'Ordine al Merito continuò a essere un'onorificenza aperta a tutti questi regni e, in molti, entrò a far parte dei loro nuovi sistemi di onorificenze nazionali. Lo statuto dell'ordine fu modificato nel 1935 per includere i membri della Royal Air Force e, nel 1969, la definizione di insigniti onorari fu ampliata per includere i membri del Commonwealth delle nazioni che non sono regni. L'ordine è sempre stato aperto alle donne: Florence Nightingale fu la prima donna a ricevere l'onorificenza nel 1907. Diverse persone hanno rifiutato l'ammissione all'Ordine al Merito, tra cui Rudyard Kipling, A. E. Housman e George Bernard Shaw. Il principe Filippo, duca di Edimburgo, rimane la persona più giovane mai ammessa nell'ordine, essendo stato ammesso dalla regina Elisabetta II nel 1968, all'età di 47 anni. Robin Eames, Barone Eames, rappresentò l'ordine all'incoronazione di Carlo III e Camilla il 6 maggio 2023. Il riconoscimento non conferisce nessun titolo nobiliare, ma ai membri è concesso di utilizzare la sigla "OM" .

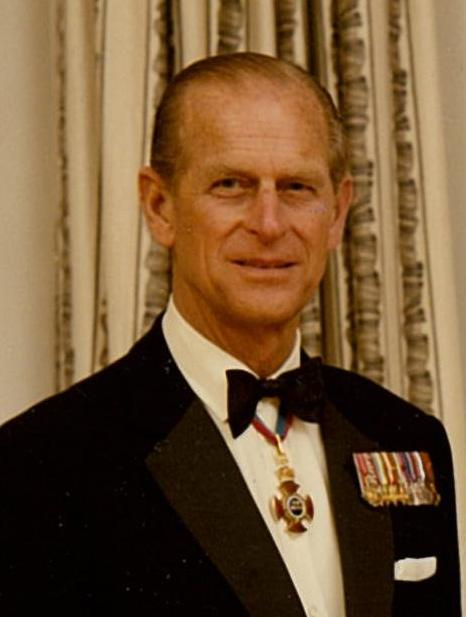
Il principe Filippo, duca di Edimburgo che indossa al collo l'Ordine al Merito.

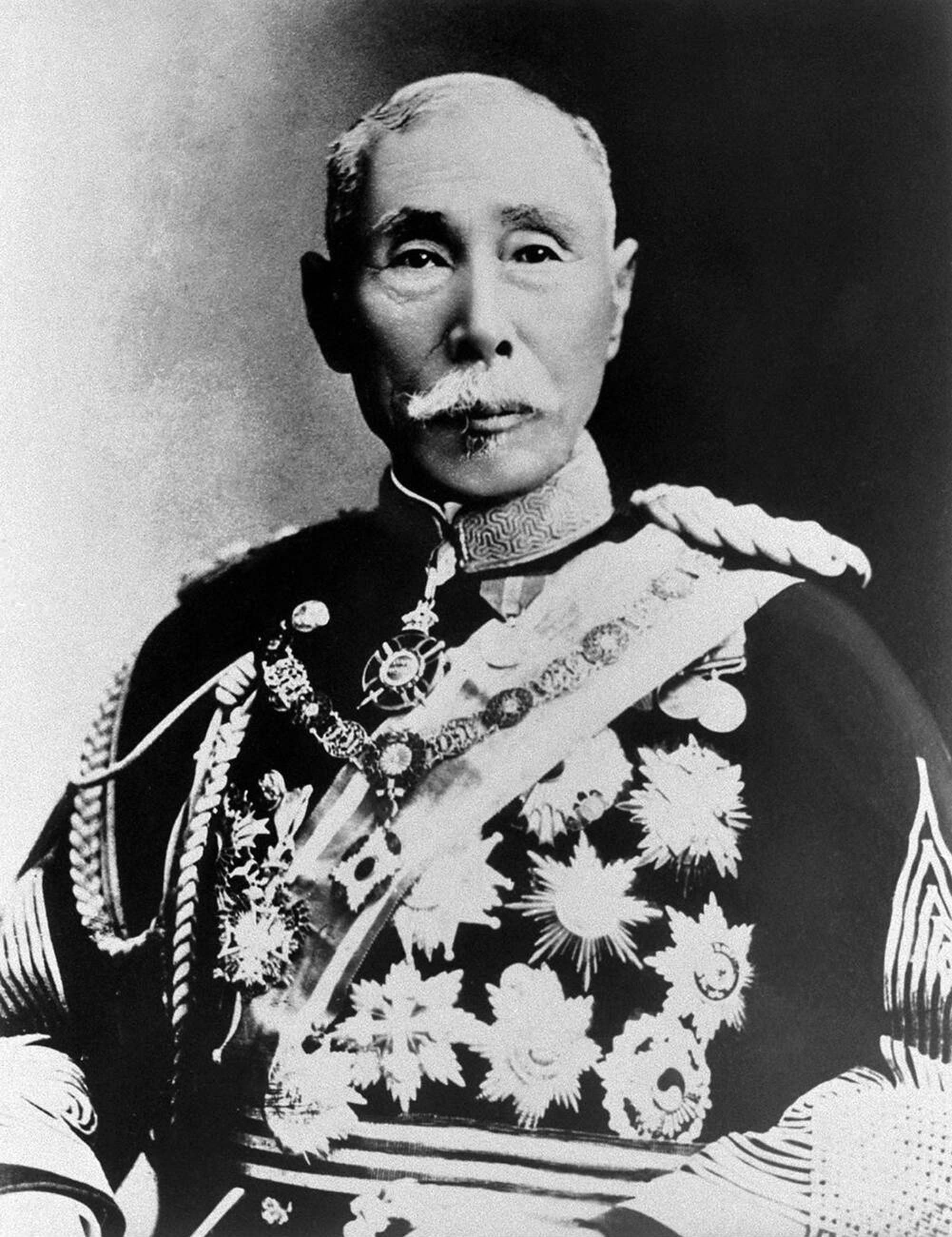
Il feldmaresciallo Yamagata Aritomo che indossa l'Ordine al Merito, (militare).

Tutti i cittadini dei reami del Commonwealth possono essere nominati nell'Ordine del Merito, tuttavia, l'ordine può essere composto da un massimo di 24 membri in vita in un dato momento, esclusi i nominati onorari, e i nuovi membri vengono selezionati personalmente dal monarca e capo del Commonwealth con l'assistenza dei suoi segretari privati; l'ordine è stato quindi descritto come "probabilmente, l'onore più prestigioso che si possa ricevere sul pianeta Terra".  Vi è una divisione militare designata, con le proprie insegne uniche e, sebbene non sia stata abolita, è attualmente quiescente essendo Louis Mountbatten, I conte Mountbatten di Birmania e deceduto nel 1979, l'ultima persona a ricevere tale onorificenza. I membri onorari formano un altro gruppo, per il quale non vi è limite numerico, sebbene tali nomine siano rare; gli individui provenienti da paesi del Commonwealth delle Nazioni il cui capo di stato non è il sovrano britannico sono quindi considerati stranieri e pertanto possono beneficiare solo di ammissioni onorarie, come Nelson Mandela (Sudafrica) e Madre Teresa (India). Con l'ammissione all'Ordine al Merito, i membri hanno il diritto di utilizzare le lettere post-nominali OM e viene loro affidato il distintivo dell'ordine .

## Insegne
L'insegna consiste in un distintivo costituito da una corona d'oro da cui pende una croce patente smaltata di rosso, a sua volta centrata da un disco di smalto blu, circondato da una corona d'allora. L'anello centrale dell'insegna reca la scritta "FOR MERIT" (per merito) in lettere dorate, mentre il rovescio reca la cifra reale del monarca regnante in oro. L'insegna per la divisione militare invece è caratterizzata da una coppia di spade incrociate, Il nastro dell'Ordine al Merito è diviso in due strisce di colore rosso e blu; il nastro al collo è largo 50 mm, mentre la larghezza della barra del nastro è la misura standard britannica di 32 mm per l'abbigliamento militare o civile. Gli uomini indossano i loro distintivi su un nastro al collo (come una collana), mentre le donne li indossano su un fiocco di nastro appuntato alla spalla sinistra, e gli aiutanti di campo possono indossare le insegne sulla spalla destra .
Non viene indossato in miniatura, ma è corretto indossarlo quando si indossano nastrini di altri ordini, decorazioni e medaglie con diverse uniformi. Dal 1991, l'insegna deve essere restituita alla morte del destinatario .